# Casearia barteri
Casearia barteri Mast. – gatunek rośliny z rodziny wierzbowatych (Salicaceae Mirb.). Występuje naturalnie w Sierra Leone, Liberii, Wybrzeżu Kości Słoniowej, Ghanie, Nigerii, na Wyspach Świętego Tomasza i Książęcej, w Kamerunie, Republice Środkowoafrykańskiej, Sudanie, Gwinei Równikowej, Gabonie, Kongo, Demokratycznej Republice Konga oraz Angoli. 

## Morfologia
PokrójZrzucające liście drzewo lub krzew dorastające do 10–15 m wysokości.
LiścieBlaszka liściowa jest skórzasta i ma kształt od podługowato owalnego do podługowatego. Mierzy 8–15 cm długości oraz 3–5 cm szerokości, jest karbowana na brzegu, ma klinową nasadę i ostry wierzchołek. Ogonek liściowy jest nagi i dorasta do 6–15 mm długości.
KwiatySą zebrane po 5–10 w pęczki, rozwijają się w kątach pędów. Mają 5 działek kielicha o owalnym kształcie i dorastających do 5–6 mm długości. Kwiaty mają 10 pręcików.
OwoceMają elipsoidalny kształt i osiągają 2–2,5 cm średnicy.

## Biologia i ekologia
Rośnie w lasach wilgotnych, lasach wtórnych oraz na sawannach. Występuje na wysokości do 800 m n.p.m.